# گوسر (تاجیکستان)
گوسر (تاجیکستان) (به لاتین: Gusar) یک منطقهٔ مسکونی در تاجیکستان است که در ولایت سغد واقع شده‌است.